# Kanton Ayen
Der Kanton Ayen war von 1790 bis 2015 ein französischer Wahlkreis im Département Corrèze und in der damaligen Region Limousin. Er umfasste elf Gemeinden im Arrondissement Brive-la-Gaillarde; sein Hauptort (frz.: chef-lieu) war Ayen. Die landesweiten Änderungen in der Zusammensetzung der Kantone brachten im März 2015 seine Auflösung. Vertreter im Generalrat des Départements war zuletzt für die Jahre 2004–2015 Gérard Bonnet (PS).

## Gemeinden
| Gemeinde          | Einwohner Jahr | Fläche km² | Bevölkerungsdichte | Code INSEE | Postleitzahl |
| ----------------- | -------------- | ---------- | ------------------ | ---------- | ------------ |
| Ayen              | 726 (2013)     | 13,16      | 55 Einw./km²       | 19015      | 19310        |
| Brignac-la-Plaine | 942 (2013)     | 18,72      | 50 Einw./km²       | 19030      | 19310        |
| Louignac          | 223 (2013)     | 21,91      | 10 Einw./km²       | 19120      | 19310        |
| Objat             | 3.534 (2013)   | 9,57       | 369 Einw./km²      | 19153      | 19130        |
| Perpezac-le-Blanc | 478 (2013)     | 19,42      | 25 Einw./km²       | 19161      | 19310        |
| Saint-Aulaire     | 835 (2013)     | 10,79      | 77 Einw./km²       | 19182      | 19130        |
| Saint-Cyprien     | 383 (2013)     | 7,86       | 49 Einw./km²       | 19195      | 19130        |
| Saint-Robert      | 332 (2013)     | 6,08       | 55 Einw./km²       | 19239      | 19310        |
| Segonzac          | 226 (2013)     | 20,21      | 11 Einw./km²       | 19253      | 19310        |
| Vars-sur-Roseix   | 358 (2013)     | 4,26       | 84 Einw./km²       | 19279      | 19130        |
| Yssandon          | 734 (2013)     | 20,17      | 36 Einw./km²       | 19289      | 19310        |